# 額我略十三世

额我略十三世牧徽

額我略十三世（拉丁語：Gregorius PP. XIII；1502年1月7日—1585年4月10日）原名優爾·邦孔帕尼（Ugo Boncompagni），1572年5月13日當選教宗，同年5月25日即位至1585年4月10日為止。
1576年下令成立天主教澳門教區。
他於1582年廢儒略曆，改曆格里曆，並廣受各地採用。

## 創立格里曆

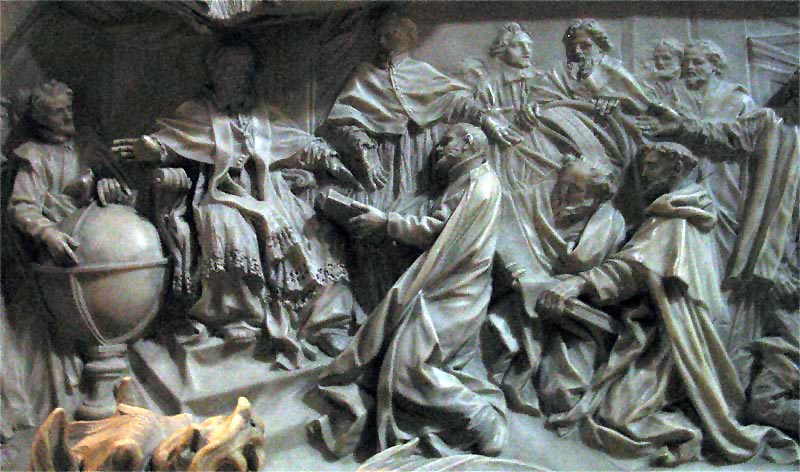
額我略十三世棺墓上有慶祝實行新曆法的雕刻

額我略十三世廢除了儒略曆並頒佈了新曆法，稱「格里高利曆」（格里高利即額我略十三世），簡稱「格里曆」。教廷規定1582年10月4日星期四之後的第二天是1582年10月15日星期五，即跳過10天。
教廷在醫生兼天文學家利利烏（Aloysius Lilius）以及耶穌會神父兼天文學家克拉烏的建議下實行，公元前45年。改革的原因是，傳統儒略曆中的年平均長度過長，儒略曆因為它將每年定為365天又6小時，但經過計算一年的平均長度約為365天又5小時49分鐘。
大多數農民都反對此一改革，他們擔心地主得以藉此多收取10天的地租。但是，西班牙、葡萄牙、波蘭和意大利等天主教國家遵從此一改革。法國、荷蘭共和國的一些省、日耳曼和瑞士區域內的一些天主教諸侯隨後在一兩年內效仿，匈牙利則於1587年使用此一曆法。
然而，歐洲新教徒則是在一個多世紀後接受新曆法。如丹麥、荷蘭共和國的其餘各省以及神聖羅馬帝國和瑞士所屬的新教諸侯，在西元1700年間採用格里曆。而此時儒略曆已落後新曆法11天。
1752年，英国及其北美殖民地規定1752年9月2日星期三的下一天是1752年9月14日星期四。
1753年3月1日，新教國家瑞典終於採行格里曆。
俄罗斯及土耳其等地區，一直到20世紀才使用額我略曆。

## 譯名列表
- 額我略十三世：天主教香港教區禮儀委員會：禧年專頁 （页面存档备份，存于）作額我略。
- 國瑞十三世：香港天主教教區檔案　歷任教宗作國瑞。
- 格列高列十三世：《大英簡明百科知識庫》2005年版[]作格列高列。
- 格里高利十三世：人民网译作格里高利。
- 格雷戈里十三世：《世界人名翻譯大辭典》1993年版作格雷戈里。
- 葛利果十三世：國立編譯舘作葛利果。